# Allognathus graellsianus
Allognathus graellsianus é uma espécie de gastrópode  da família Helicidae
É endémica de Espanha.